# Ickenham (Metropolitano de Londres)
Ickenham é uma estação do Metrô de Londres localizada em Ickenham, no borough londrino de Hillingdon. A estação fica no ramal de Uxbridge tanto da linha Metropolitan quanto da linha Piccadilly, entre as estações Ruislip e Hillingdon. Está na Zona 6 do Travelcard.

## História

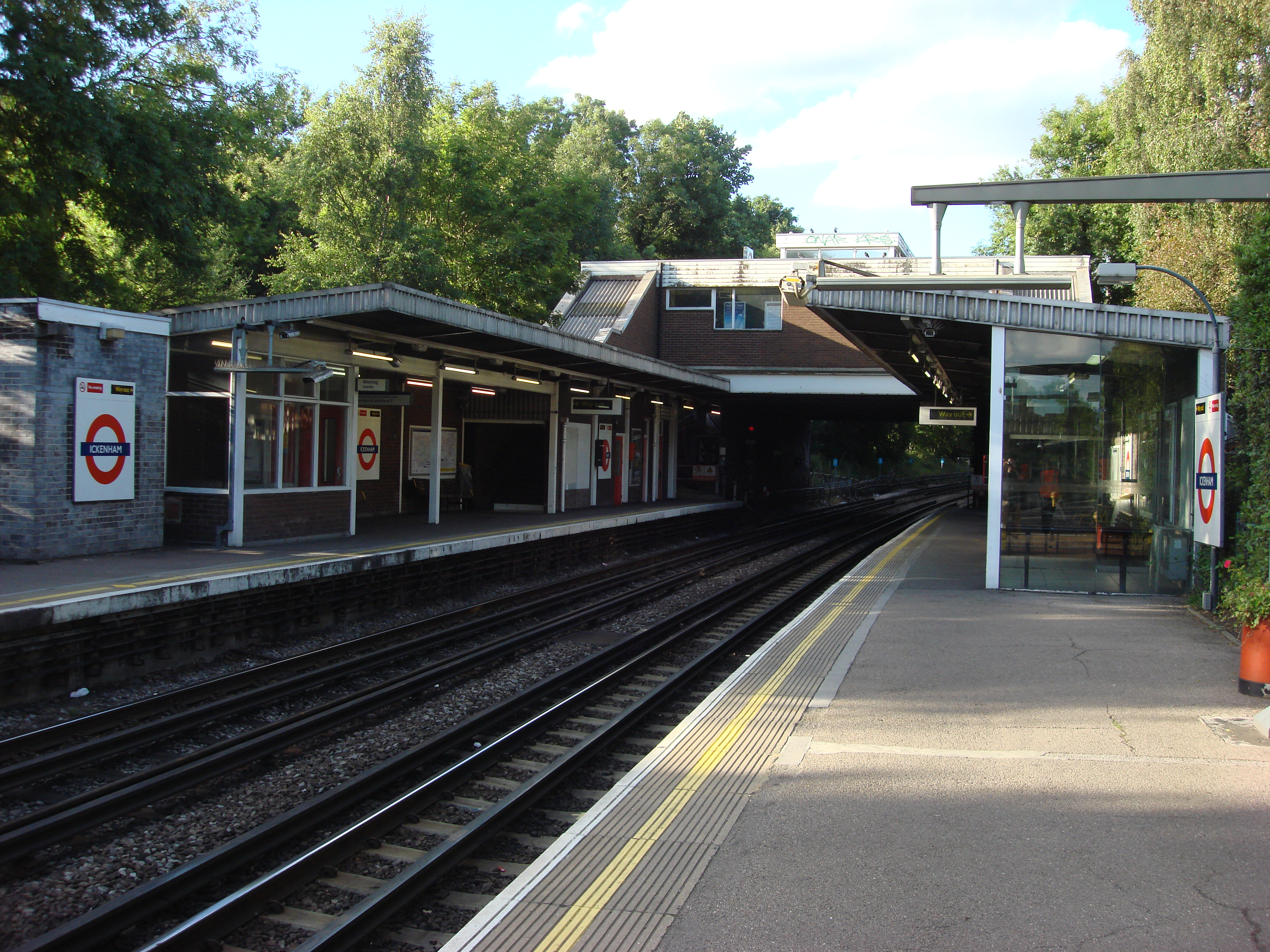
Plataforma no sentido oeste voltada para o leste em direção a Ruislip

A Metropolitan Railway (Harrow and Uxbridge Railway) construiu a linha através de Ickenham entre Harrow-on-the-Hill e Uxbridge e iniciou os serviços em 4 de julho de 1904 com, inicialmente, a única parada intermediária sendo em Ruislip. No início, os serviços eram operados por trens a vapor, mas a eletrificação dos trilhos foi concluída nos meses seguintes e os trens elétricos começaram a operar em 1 de janeiro de 1905.
Em 1º de março de 1910, uma extensão da linha District de South Harrow para se conectar com a ferrovia metropolitana em Rayners Lane foi inaugurada, permitindo que os trens da linha distrital servissem estações entre Rayners Lane e Uxbridge a partir daquela data. Em 23 de outubro de 1933, os serviços da linha distrital foram substituídos pelos trens da linha Piccadilly.
A estação foi reconstruída em sua forma atual entre 1970 e 1971, substituindo as estruturas de 'parada' que datam de 1905.
Em 2018, foi anunciado que a estação teria acesso sem degraus até 2022, como parte de um investimento de £ 200 milhões para aumentar o número de estações acessíveis no metrô.

## Serviços

### Linha Metropolitan
A Linha Metropolitana é a única linha a operar um serviço expresso, embora atualmente para os trens da Linha Metropolitana no ramal de Uxbridge este seja no sentido leste apenas nos picos da manhã (06h30 às 09h30), de segunda a sexta-feira.
O serviço fora de pico em trens por hora (tph) é:
- 8tph sentido leste para Aldgate via Baker Street (todas as estações)
- 8 tph sentido oeste para Uxbridge

O serviço de pico matinal em trens por hora (tph) é:
- 2tph sentido leste para Aldgate via Baker Street (semi-rápido)
- 4tph sentido leste para Aldgate via Baker Street (todas as estações)
- 4tph sentido leste para Baker Street (todas as estações)
- 10tph sentido oeste para Uxbridge

O serviço de pico noturno em trens por hora (tph) é:
- 7tph sentido leste para Aldgate via Baker Street (todas as estações)
- 3tph sentido leste para Baker Street (todas as estações)
- 10tph sentido oeste para Uxbridge

### Linha Picadilly
Entre Rayners Lane e Uxbridge não há serviço da Piccadilly Line antes aproximadamente das 06h30 (segunda a sexta) e 08h45 (sábado a domingo), exceto uma partida matinal de Uxbridge às 05h18 (segunda a sábado) e 06 :46 (domingo).
O serviço fora de pico em trens por hora (tph) é:
- 3tph sentido leste para Cockfosters
- 3 tph sentido oeste para Uxbridge

O serviço de horário de pico em trens por hora (tph) é:
- 6tph sentido leste para Cockfosters
- 6 tph sentido oeste para Uxbridge

## Conexões
As rotas U10 e 278 dos ônibus de Londres atendem a estação.